# John Desmond Clark

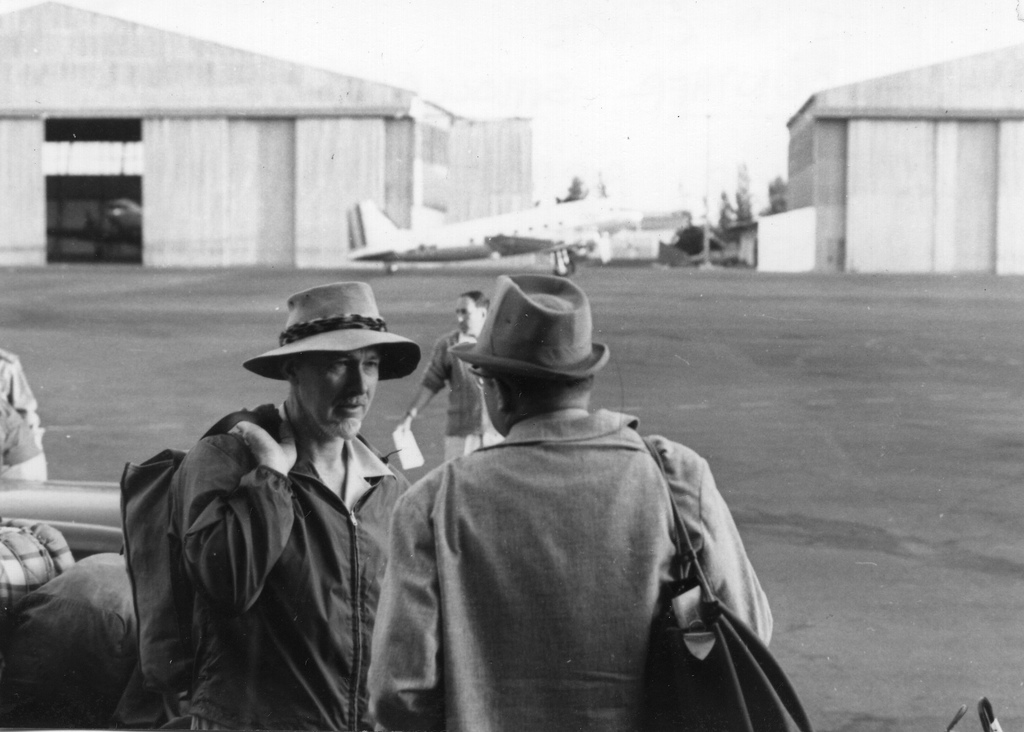
John Desmond Clark (links) 1967 in Senegal

John Desmond Clark (* 10. April 1916 in London; † 14. Februar 2002 in Oakland) war ein britischer Archäologe, der auch auf dem Gebiet der Anthropologie und der Paläoanthropologie forschte. Er galt als einer der bedeutendsten Experten des 20. Jahrhunderts für prähistorische Kulturen in Afrika. 1981 war er der Initiator des Middle Awash Research Projects, dem zahlreiche Funde früher Hominini zu verdanken sind. Er selbst kürzte seinen Namen stets ab und bezeichnete sich als J. Desmond Clark.

## Werdegang
J. Desmond Clark wuchs 60 km westlich von London, in der kleinen Ortschaft Northend in den Chiltern Hills auf und übernahm von Großvater und Vater schon als Kind deren Interesse an Altertümern. Er besuchte die Monkton Combe School bei Bath und danach Christ’s College der Universität Cambridge. Dort studierte er zunächst zwei Jahre lang Geschichte und danach bei einem Pionier der Erforschung von steinzeitlichen Werkzeugen, Miles Burkitt (1890–1971), Archäologie und Anthropologie. In diesen Fächern erwarb er 1937 auch den Bachelor-Grad. Da seine Bewerbungen um eine Stelle in England keinen Erfolg hatten, akzeptierte er im gleichen Jahr einen Drei-Jahres-Vertrag als Kurator am David Livingstone Memorial Museum in Livingstone, Nordrhodesien (heute: Sambia), und arbeitete zugleich als Sekretär für das neu gegründete Rhodes-Livingstone Institute in Lusaka.
1940 erwarb Clark in Cambridge seinen Magister-Abschluss und leistete anschließend von 1941 bis 1946 als Sanitäter Dienst im Zweiten Weltkrieg. Einsatzorte waren unter anderem Äthiopien, wo er nebenher Gelegenheit zum Sammeln von prähistorischen Steinwerkzeugen hatte, sowie Kenia, wo er mit Louis und Mary Leakey Ausgrabungen durchführte. 1950/51 kehrte Clark nach Cambridge zurück um seine Promotion fertigzustellen (Ph. D.). Anschließend siedelte er wieder nach Livingstone über, erweiterte das Museum und wurde dessen Direktor (bis 1961).
Von 1961 bis 1986 war Clark Professor für Anthropologie an der University of California, Berkeley. 1970 erwarb er einen zweiten Doktor-Grad (Sc. D.).

## Forschungsarbeiten
J. Desmond Clark war einer der ersten Archäologen, die prähistorische afrikanische Wohnplätze systematisch erforschten. Sein Spezialgebiet war die Datierung von Steinwerkzeugen. 1953 entdeckte er in der Nähe der Kalambo-Fälle einen Wohnplatz, der seit dem Acheuléen bis in die Eisenzeit besiedelt war und als eine der bedeutendsten Ausgrabungsstätten Afrikas gilt.
Nach seiner Berufung zum Professor in Berkeley baute er die dortige Paläoanthropologie – gemeinsam mit Glynn Isaac und später Francis Clark Howell und Tim White – zum weltweit wichtigsten Institut für die Erforschung der frühen afrikanischen Hominini aus. Dennoch fand er 1964 und 1965 noch Gelegenheit, an der syrischen Fundstätte Latamne zwei kurze Feldsaisonen einzulegen. Von 1981 bis zu seinem Tod war er als Leiter und Co-Leiter für das Middle Awash Research Project am Mittleren Awash in Äthiopien tätig. Vor allem ihm ist das heutige Wissen um den Werkzeuggebrauch der am Awash-Fluss entdeckten frühen Vormenschen zu verdanken. Zugleich sorgte er dafür, dass afrikanische Studenten im Ausland finanzielle Unterstützung erhielten, um als Archäologen und Anthropologen ausgebildet zu werden. Auf diese Weise trug er maßgeblich dazu bei, dass heute auch afrikanische Wissenschaftler – wie Berhane Asfaw und Yohannes Haile-Selassie – auf afrikanischen Ausgrabungsplätzen tätig sind.
1991 überzeugte er die Regierung der Volksrepublik China, ausländischen Archäologen nach 40 Jahren wieder eine Grabungserlaubnis zu erteilen; er war daraufhin der erste Ausländer, dem eine solche Erlaubnis erteilt wurde.

## Ehrungen
1961 wurde J. Desmond Clark Mitglied (Fellow) der British Academy. Seit 1965 war er Fellow der American Academy of Arts and Sciences, seit 1986 Mitglied der National Academy of Sciences und seit 1988 Träger der Goldmedaille des Archaeological Institute of America.

## Schriften (Auswahl)
- als Erstautor mit diversen anderen: Stratigraphic, chronological and behavioural contexts of Pleistocene Homo sapiens from Middle Awash, Ethiopia. In: Nature. Band 423, 2003, S. 747–752, doi:10.1038/nature01670.
- als Erstautor mit diversen anderen: African Homo erectus: old radiometric ages and young Oldowan assemblages in the Middle Awash Valley, Ethiopia. In: Science. Band 264, Nr. 5167, 1994, S. 1907–1910, doi:10.1126/science.8009220, Volltext (PDF).
- als Herausgeber: The Cambridge History of Africa. Band 1: From the earliest times to c. 500 BC. Cambridge University Press, Cambridge u. a. 1982, ISBN 0-521-22215-X.
- The Prehistory of Africa (= Ancient Peoples and Places 72). Thames & Hudson Ltd, London 1970, ISBN 0-500-02069-8.
- Kalambo Falls Prehistoric Site. 3 Bände, Cambridge University Press, Cambridge u. a. 1969–2001.
  - Band 1: The geology, paleoecology and detailed stratigraphy of the excavations. 1969, ISBN 0-521-06962-9.
  - Band 2: The later prehistoric cultures. 1974, ISBN 0-521-20009-1.
  - Band 3: The earlier cultures. Middle and Earlier Stone Age. 2001, ISBN 0-521-20071-7.
- Atlas of African Prehistory. University of Chicago Press, Chicago IL u. a. 1967.
- The Prehistory of Southern Africa. The latest discoveries about the origins and cultural history of primitive man (= Penguin Books. A: Pelican Books. A 458, ZDB-ID 1199191-4). Penguin Books, Harmondsworth u. a. 1959.
- Prehistoric Cultures of the Horn of Africa. An Analysis of the Stone Age cultural and climatic Succession in the Somalilands and Eastern Parts of Abyssinia (= Occasional Publications of the Cambridge University Museum of Archaeology and Ethnology. 2, ZDB-ID 1188900-7). Cambridge University Press, Cambridge 1954.

## Belege
1. ↑  Fred Wendorf: J. Desmond Clark. In: Biographical Memoirs. Band 83. National Academies Press, Washington 2003, S. 3–16, hier: S. 11.
2. ↑  Ann Gibbons: Africans begin to make their mark in human-origin research. In: Science. Band 301, Nr. 5637, 2003, S. 1178–1179, doi:10.1126/science.301.5637.1178.
3. ↑  Deceased Fellows. British Academy, abgerufen am 14. Mai 2020.
4. ↑  Book of Members 1780–present, Chapter C. (PDF; 1,3 MB) In: amacad.org. American Academy of Arts and Sciences, abgerufen am 6. Februar 2022 (englisch).
5. ↑  John Desmond Clark: 1988 Gold Medal Award for Distinguished Archaeological Achievement. (Memento vom 17. Juni 2016 im Internet Archive)

| Personendaten    | Personendaten                |
| ---------------- | ---------------------------- |
| NAME             | Clark, John Desmond          |
| ALTERNATIVNAMEN  | Clark, J. Desmond            |
| KURZBESCHREIBUNG | britischer Paläoanthropologe |
| GEBURTSDATUM     | 10. April 1916               |
| GEBURTSORT       | London                       |
| STERBEDATUM      | 14. Februar 2002             |
| STERBEORT        | Oakland (Kalifornien)        |